# Филип (Шлезвиг-Холщайн-Зондербург-Глюксбург)
Вижте пояснителната страница за други личности с името Филип.
Филип фон Шлезвиг-Холщайн-Зондербург-Глюксбург (на немски: Philipp von Schleswig-Holstein-Sonderburg-Glücksburg; * 15 март 1584; † 27 септември 1663) от Олденбургската странична линия Шлезвиг-Холщайн-Зондербург, е от 1622 г. първият херцог на Шлезвиг-Холщайн-Зондербург-Глюксбург.

## Произход и наследство
Той е син на херцог Йохан фон Шлезвиг-Холщайн-Зондербург (1545 – 1622) и първата му съпруга Елизабет фон Брауншвайг-Грубенхаген (1550 – 1586), дъщеря на Ернст III фон Брауншвайг и Люнебург, княз на Грубенхаген-Херцберг, и Маргарета от Померания. Баща му е третият син на крал Кристиан III от Дания (1503 – 1559, упр. от 1534) и Доротея от Саксония-Лауенбург-Ратцебург (1511 – 1571), дъщеря на херцог Магнус I фон Саксония-Лауенбург. Брат е на Кристиан (1570 – 1633), херцог на Шлезвиг-Холщайн-Зондербург, Александер (1573 – 1627), херцог на Шлезвиг-Холщайн-Зондербург, Йохан Адолф (1576 – 1624), от 1622 г. херцог на Шлезвиг-Холщайн-Зондербург-Норбург, Фридрих (1581 – 1658), от 1624 г. херцог на Шлезвиг-Холщайн-Зондербург-Норбург, Албрехт (1585 – 1613). Полубрат е на Йоахим Ернст (1595 – 1671), херцог на Шлезвиг-Холщайн-Зондербург-Пльон.
След смъртта на баща му братята поделят собствеността.

## Фамилия
Филип се жени на 23 май 1624 г. за принцеса София Хедвига фон Саксония-Лауенбург (1601 – 1660), дъщеря на херцог Франц II фон Саксония-Лауенбург. Двамата имат децата:
- Йохан (* 23 юли 1625; † 4 декември 1640)
- Франц (* 20 август 1626; † 3 август 1651)
- Кристиан (* 19 юни 1627; † 17 ноември 1698)

∞ Сибила Урсула фон Брауншвайг-Волфенбютел, дъщеря на херцог Август II
∞ Агнес Хедвиг фон Шлезвиг-Холщайн-Зондербург-Пльон
- Мария Елизабет (1628 – 1664), ∞ Георг Албрехт фон Бранденбург-Кулмбах
- Карл Албрехт (* 11 септември 1629; † 26 ноември 1631)
- София Хедвиг (* 7 октомври 1630; † 27 септември 1652), ∞ херцог Мориц I фон Саксония-Цайц
- Адолф (* 21 октомври 1631; † 7 февруари 1658)
- Августа (* 27 юни 1633; † 26 май 1701), ∞ херцог Ернст Гюнтер фон Шлезвиг-Холщайн-Зондербург-Аугустенбург
- Кристиана (* 22 септември 1634; † 20 май 1701), ∞ херцог Кристиан I фон Саксония-Мерзебург
- Доротея (* 28 септември 1636; † 6 август 1691)

∞ херцог Кристиан Лудвиг фон Брауншвайг-Люнебург
∞ курфюрст Фридрих Вилхелм фон Бранденбург
- Магдалена (* 27 февруари 1639; † 21 март 1640)
- Хедвиг (* 21 март 1640; † 31 януари 1671)
- Анна Сабина (* 10 октомври 1641; † 20 юли 1642)
- Анна (* 14 януари 1643; † 24 февруари 1644)